# Grammatophyllum rumphianum
Grammatophyllum rumphianum là một loài phong lan.